# Liste von Jazzfotografen
In dieser Liste von Jazzfotografen werden Fotografen aufgeführt, die für ihre Fotografien von Jazzmusikern oder Jazzkonzerten bekannt sind.

## A
- John Abbott[1]
- Ray Avery (1920–2002)

## B
- Bob Barry (* 1943, auch Schauspieler)
- Jörg Becker (1950–2022)
- Eddie Bert (1922–2012, auch Musiker)
- F. O. Bernstein (1929–1999)[2]
- Ludwig Binder (1928–1980)[3]
- Jacques Bisceglia (1940–2013)
- Skip Bolen
- Georges Braunschweig (* 1944)
- Ole Brask (1919–2009)
- Christian Broecking (1957–2021, auch Journalist und Musikwissenschaftler)
- Yannick Bruynoghe (1924–1984, auch Musiker und Journalist)

## C
- Roy DeCarava (1934–2009)
- William Carter (1934–2025)
- Esther Cidoncha (≈1956–2016)[4]
- William Claxton (1927–2008)
- Ralston Crawford (1906–1978[5])
- Matthias Creutziger (* 1951)
- Terry Cryer (1934–2017)[6]

## D
- Paul G. Deker (1943–2011)
- Ralf Dombrowski (* 1965)

## E
- Esmond Edwards (1927–2007)
- Mara Eggert (* 1938)[2]

## F
- Enid Farber[7] (* 1956)
- Peter Fischer (1903–1980)
- Lona Foote (1948–1993)[8]
- Karlheinz Fürst (* 1936)
- Ken Franckling (1949–2023)[9][10]
- Lee Friedlander (* 1934)

## G
- Burt Goldblatt (1924–2006)
- William P. Gottlieb (1917–2006)

## H
- Hans Harzheim[2]
- Oskar Henn (* 1947)
- Patrick Hinely (* 1951)
- Milton Hinton (1910–2000, auch Musiker)
- Paul Hoeffler (1893–1982)
- Jamie Hodgson (1930–2006)
- Ron Hudson (1939–2011)

## J
- Ralph Jungheim (1929–2019, auch Musikproduzent)[11]

## K
- Art Kane (1925–1995, A Great Day in Harlem)
- Jimmy Katz (* 1957, auch Produzent)[12]
- Heinrich Klaffs (* 1947)
- Rolf Kißling (* 1941)
- Jeffrey Kliman (* 1942)
- Karlheinz Klüter (1935–2013, auch Produzent)
- Siegfried G. Koezle (* 1950)
- Frank Kuchirchuk (1924–2010)[13]
- Hans Kumpf (* 1951, auch Musiker)

## L
- Fejes László (1935–1985)[14]
- Guy Le Querrec (* 1941)
- Jean-Pierre Leloir (1931–2010)
- Herman Leonard (1923–2010)
- Rozanne Levine (1945–2013, auch Musikerin)
- Zbigniew Lewandowski (* 1950)
- Siegfried Loch (* 1940, auch Musikproduzent)[15]
- Rashid Lombard (* 1951)

## M
- Jim Marshall (1936–2010)
- Roberto Masotti (1947–2022)
- Gene Martin[16]
- Wilfried Martin (* 1941)
- Roberto Masotti (1947–2022)
- Gjon Mili (1904–1984)
- Andrzej Mochoń (* 1956)
- Lisette Model (1901–1983)
- Klaus Mümpfer (1942–2021)

## N
- Phill Niblock (1933–2024)
- Peter Nimsky
- Axel Nickolaus (* 1951)

## O
- Hank O’Neal (* 1940)[17]

## P
- Bob Parent (1923–1987)
- Jan Persson (1943–2018)[18]
- Irmgard Pozorski (* 1953)

## R
- David Redfern (1936–2014)
- Arne Reimer (* 1972)
- Manfred Rinderspacher (* 1949)
- Sigurd Rosenhain (1927–2005)[2]

## S
- Jürgen Schadeberg (1931–2020)
- Susanne Schapowalow (1922–2022)
- Dennis Scharlau (1980–2012)
- Duncan Schiedt (1921–2014)
- Detlev Schilke (* 1956)[19]
- Frank Schindelbeck (* 1964)[20]
- Wolfgang Schmittel (1930–2013)
- Mitchell Seidel[21]
- Otto Sill (1908–1985)
- Paul Slaughter (* 1938)
- W. Eugene Smith (1918–1978)
- Herb Snitzer (1932–2022)[22]
- Chuck Stewart (1927–2017)[23]

## T
- Lee Tanner (1931–2013)[24]
- Pete Turner (1934–2017)[25]

## V
- Jack Vartoogian[26]
- Hyou Vielz (* 1959)
- Lutz Voigtländer (* 1965)

## W
- Benno Walldorf (1928–1985, auch Musiker und Maler)[2]
- Michael Weintrob
- Herbert Weisrock  (* 1953, auch Musiker)
- Sepp Werkmeister (1931–2021)
- Ted Williams (1925–2009)
- Bob Willoughby (1927–2009)
- Valerie Wilmer (* 1941)[2]
- Mark Wohlrab (* 1967)[27]
- Francis Wolff (1907–1971, auch Musikproduzent)

## Z
- Peter Zollna